# Khmer rossi
I khmer rossi (in lingua khmer: khmer krohom) erano i seguaci, riuniti in milizia, del Partito Comunista di Kampuchea prima e del Partito della Kampuchea Democratica dopo, in Cambogia. Sotto Pol Pot, i khmer rossi condussero il famigerato "genocidio cambogiano (1975-1979)", durante il quale furono uccise da 1,5 a 3 milioni di persone, pari a circa il 25% della popolazione del paese.

## Storia
Il gruppo fu istituito nel 1960 come costola dell'esercito popolare vietnamita nel Vietnam del Nord ed era un partito rurale attivo in Cambogia dal 1975 al 1979 e guidato da Pol Pot, Nuon Chea, Ieng Sary, Son Sen e Khieu Samphan. La formazione si alleò con il Vietnam del Nord, i Viet Cong, e Pathet Lao durante la guerra del Vietnam contro le forze anti-comuniste, da ultimo stringendo alleanza anche con Sihanouk. Dopo la conquista del potere conseguente al ritiro statunitense, i khmer rossi (Khmer Krohom), si dedicarono alla "purificazione della Cambogia", massacrando qualunque appartenente alle classi più colte (l'uso degli occhiali era segno di acculturamento sufficiente per essere eliminato), distruggendo ogni legame familiare in quanto incompatibile con la creazione della nuova società cambogiana, e sopprimendo, nel volgere di mezzo decennio, quasi un quarto della popolazione cambogiana. Il nome dello Stato controllato dal governo dei khmer rossi dal 1975 al 1979 era Kampuchea Democratica.
Nel 1979, i khmer rossi furono costretti a lasciare il Paese grazie ad un intervento militare vietnamita, dovuto sia alle divergenze ideologiche, sia alla contrarietà del governo vietnamita agli eccidi che coinvolgevano anche la minoranza vietnamita. Fu così stabilita la Repubblica Popolare di Kampuchea. Dopo l'intervento vietnamita nel 1979, la Cina e la Thailandia aiutarono i khmer rossi a combattere il nuovo governo. Ci sono anche accuse secondo cui il gruppo ha ricevuto aiuto dagli Stati Uniti e dal Regno Unito.
 I khmer rossi e i partiti anticomunisti cambogiani costituirono un governo in esilio, che ottenne il riconoscimento della maggior parte dei paesi occidentali e asiatici.
Il governo di coalizione della Kampuchea Democratica salì al potere nel 1993 con la mediazione delle Nazioni Unite e quindi si instaurò nuovamente un governo multipartitico e monarchico. Questo aveva l'appoggio sia del Vietnam che delle forze anticomuniste finanziate (al pari dei khmer) dagli USA nel decennio precedente, lasciando i khmer rossi da soli. Un anno dopo migliaia di guerriglieri si arresero e nel 1996 un nuovo partito, il DNUM, venne fondato da Ieng Sary. L'organizzazione dei khmer rossi fu in gran parte sciolta nella seconda metà degli anni '90, fino a che non si arrese completamente nel 1999.

## Riforme linguistiche
La grammatica e il lessico della lingua khmer, come molte altre lingue dell'estremo Oriente, possiedono un complesso sistema onorifico per definire il rango o lo stato sociale dei locutori. Durante il regime dei khmer rossi, tali regole comuni furono abolite. Seguendo l'uso di altri regimi comunisti, la gente fu incoraggiata a chiamarsi a vicenda "compagno" (មិត្ត mitt, letteralmente "amico") e a evitare gesti tradizionali di rispetto e deferenza, come inchinarsi o giungere i palmi delle mani in segno di saluto (សំពះ sâmpeăh; vedi: namasté). Il linguaggio fu trasformato in varie maniere anche tramite neologismi, creati per descrivere e sostenere le teorie dei khmer rossi sull'identità khmer. La maggior parte dei neologismi veniva coniata riferendosi a termini classici in pāli e sanscrito, mentre i prestiti dal cinese e dal vietnamita erano scoraggiati. Alle persone veniva ripetuto di "forgiare" (លត់ដំ lot dam) un nuovo carattere rivoluzionario, che loro stessi erano gli "strumenti" (ឧបករណ៍ opokar) per attuare le riforme d'uguaglianza sociale da parte dell'"Organo di governo" (អង្គការ Angkar, "L'Organizzazione"), e che dall'eventuale nostalgia dei tempi pre-rivoluzionari (ឈឺសតិអារម្មណ៍ chheu satek arom, "malattia della memoria") sarebbe risultata un'esecuzione sommaria dell'individuo che ne parlasse.

## Genocidio cambogiano
L'organizzazione divenne tristemente nota soprattutto per aver orchestrato il genocidio cambogiano. I suoi tentativi di riforma agraria portarono ad una diffusa carestia, mentre l'insistenza sull'assoluta autosufficienza, anche nella fornitura di medicinali, determinò la morte di migliaia di persone a causa di malattie curabili come la malaria. In particolare fu spietato l'accanimento contro gli abitanti della capitale, che il nuovo regime svuotò completamente, e contro i presunti "intellettuali" (portare gli occhiali era sufficiente per essere eliminati), nonché la distruzione dei nuclei familiari con la separazione tra uomini e donne e l'educazione dei bambini alla delazione a danno degli stessi genitori.
Le esecuzioni arbitrarie e le torture eseguite contro elementi sovversivi (accusa per la quale bastava essersi lamentati per la mancanza di cibo o avere omesso di partecipare a una qualche riunione di condizionamento ideologico) sono stati considerati come esempio di genocidio; le esecuzioni erano frequentemente plurime ed effettuate dagli stessi condannati, che venivano allineati mettendo in mano al secondo della linea un martello o un badile con cui era obbligato a uccidere il primo, per poi passare l'arma al terzo della linea ed essere a propria volta ucciso da costui.
Complessivamente furono massacrati dai khmer rossi da 1,5 a 3 milioni di cambogiani, equivalenti a quasi un quarto dell'intera popolazione.

## Condanne ai leader politici
Nel 2014 due leader dei khmer rossi, Nuon Chea e Khieu Samphan, sono stati condannati da un tribunale sostenuto dalle Nazioni Unite al carcere a vita, essendo stati ritenuti colpevoli di crimini contro l'umanità e responsabili della morte di circa 1,6 milioni di cambogiani, quasi un quarto dell'intera popolazione del Paese ai tempi del genocidio, cioè dal 1975 al 1979. Nel 2018, lo stesso tribunale li ha condannati per la prima volta anche per il reato di genocidio.